# Bożena Rozwadowska
Bożena Teresa Rozwadowska – polska językoznawczyni, dr hab. nauk humanistycznych, profesor Instytutu Filologii Angielskiej Wydziału Filologicznego Uniwersytetu Wrocławskiego.

## Życiorys
W 1979 ukończyła studia Technologii przetwarzania danych Politechnice Wrocławskiej, w 1982 studia filologiczne na Uniwersytecie Wrocławskim, a także w 1991 studia językoznawstwa (języków obcych) w University of Massachusetts Amherst. W 1988 obroniła pracę doktorską, 22 czerwca 1998  habilitowała się na podstawie pracy zatytułowanej Towards a Unified Theory of Nominalizations. External and Internal Eventualities. W 2001 r. stypendystka Fulbrighta na Rutgers, The State University of New Jersey. 
25 października 2019 nadano jej tytuł profesora w zakresie nauk humanistycznych.
Pracowała w Instytucie Filologii Obcych na Wydziale Humanistycznym Uniwersytetu Humanistyczno-Przyrodniczego im. Jana Długosza w Częstochowie. Została zatrudniona na stanowisku profesora we Wrocławskiej Wyższej Szkole Informatyki Stosowanej.
Była dziekanem na Wydziale Filologii i Turystyki we Wrocławskiej Wyższej Szkole Informatyki Stosowanej.
Jest profesorem  w Instytucie Filologii Angielskiej na Wydziale Filologicznym Uniwersytetu Wrocławskiego.